# بابا صادق (مجلة)
مجلة بابا صادق هي مجلة مصرية صدرت في الأول من أكتوبر عام 1935م، شعارها: مجلة أسبوعية مصورة للأطفال لصاحبها وناشرها ومحررها محمد صادق عبد الرحمن. تصدر مؤقتاً كل خمسة عشر يوماً.
قطع المجلة: 22×14سم وهي بالأبيض والأسود، تخلو المجلة من المقدمة، ويبدو أنها موجهة إلى طلاب المدارس وتعتمد المجلة على الإعلانات ومنها إعلانات من مصور المجلة.

## الأبواب
يحوي كل عدد من المجلة مسابقات ونشر لأسماء الفائزين بجوائز مسابقات الأعداد السابقة، منها: البحث عن الإجابات الصحيحة، ومعرفة الرسوم من النقاط.
- حرير ماما سوسو
- بين بابا صادق وأطفاله
- اقرأ وافهم